# Chita, Boyacá (ort)
Chita är en ort i Colombia.   Den ligger i departementet Boyacá, i den centrala delen av landet, 250 km nordost om huvudstaden Bogotá. Chita ligger 2 904 meter över havet och antalet invånare är 2 914.
Terrängen runt Chita är kuperad åt sydost, men åt nordväst är den bergig. Runt Chita är det ganska glesbefolkat, med 28 invånare per kvadratkilometer. Närmaste större samhälle är Boavita, 19,6 km nordväst om Chita. Omgivningarna runt Chita är en mosaik av jordbruksmark och naturlig växtlighet.